# Världsmästerskapen i alpin skidsport 1974
Världsmästerskapen i alpin skidsport 1974 arrangerades den 3–10 februari 1974 i Sankt Moritz i Schweiz.

## Herrar

### Störtlopp
Datum: 9 februari 1974

| Placering | Land          | Namn           | Tid     |
| --------- | ------------- | -------------- | ------- |
| 1         | Österrike     | David Zwilling | 1.56,98 |
| 2         | Österrike     | Franz Klammer  | 1.58,01 |
| 3         | Liechtenstein | Willi Frommelt | 1.58,16 |

### Storslalom
Datum: 5 februari 1974

| Placering | Land      | Namn             | Tid     |
| --------- | --------- | ---------------- | ------- |
| 1         | Italien   | Gustav Thöni     | 3.07,92 |
| 2         | Österrike | Hansi Hinterseer | 3.08,84 |
| 3         | Italien   | Piero Gros       | 3.08,91 |

### Slalom
Datum: 10 februari 1974

| Placering | Land      | Namn                      | Tid     |
| --------- | --------- | ------------------------- | ------- |
| 1         | Italien   | Gustav Thöni              | 1.49,98 |
| 2         | Österrike | David Zwilling            | 1.50,76 |
| 3         | Spanien   | Francisco Fernández-Ochoa | 1.51,56 |

### Alpin kombination
Datum: 10 februari 1974

| Placering | Land         | Namn                   | Poäng |
| --------- | ------------ | ---------------------- | ----- |
| 1         | Österrike    | Franz Klammer          | 67,88 |
| 2         | Polen        | Andrzej Bachleda-Curuś | 78,35 |
| 3         | Västtyskland | Wolfgang Junginger     | 89,01 |

## Damer

### Störtlopp
Datum: 7 februari 1974

| Placering | Land      | Namn            | Tid     |
| --------- | --------- | --------------- | ------- |
| 1         | Österrike | Annemarie Pröll | 1.50,84 |
| 2         | Kanada    | Betsy Clifford  | 1.51,78 |
| 3         | Österrike | Wiltrud Drexel  | 1.52,15 |

### Storslalom
Datum: 3 februari 1974

| Placering | Land         | Namn               | Tid     |
| --------- | ------------ | ------------------ | ------- |
| 1         | Frankrike    | Fabienne Serrat    | 1.43,18 |
| 2         | Västtyskland | Traudl Treichl     | 1.43,72 |
| 3         | Frankrike    | Jacqueline Rouvier | 1.43,81 |

### Slalom
Datum: 8 februari 1974

| Placering | Land          | Namn               | Tid     |
| --------- | ------------- | ------------------ | ------- |
| 1         | Liechtenstein | Hanni Wenzel       | 1.34,63 |
| 2         | Frankrike     | Michèle Jacot      | 1.35,15 |
| 3         | Schweiz       | Lise-Marie Morerod | 1.35,29 |

### Alpin kombination
Datum: 8 februari 1974

| Placering | Land          | Namn            | Poäng |
| --------- | ------------- | --------------- | ----- |
| 1         | Frankrike     | Fabienne Serrat | 20,14 |
| 2         | Liechtenstein | Hanni Wenzel    | 25,31 |
| 3         | Österrike     | Monika Kaserer  | 27,44 |

## Medaljligan
| Placering | Land          | Guld | Silver | Brons | Totalt |
| --------- | ------------- | ---- | ------ | ----- | ------ |
| 1         | Österrike     | 3    | 3      | 2     | 8      |
| 2         | Frankrike     | 2    | 1      | 1     | 4      |
| 3         | Italien       | 2    | -      | 1     | 3      |
| 4         | Liechtenstein | 1    | 1      | 1     | 3      |
| 5         | Västtyskland  | -    | 1      | 1     | 2      |
| 6         | Kanada        | -    | 1      | -     | 1      |
|           | Polen         | -    | 1      | -     | 1      |
| 8         | Schweiz       | -    | -      | 1     | 1      |
|           | Spanien       | -    | -      | 1     | 1      |